# سدیم

آرایش اتمی سدیم

سُدیم (به انگلیسی: Sodium) یک عنصر شیمیایی جدول تناوبی است که نشان شیمیایی آن Na و عدد اتمی آن ۱۱ است. سدیم یک فلز واکنش‌دهنده نرم و مومی‌شکل است و در دمای اتاق جامد است. این فلز به گروه فلزات قلیایی که از نظر ترکیبات طبیعی فراوان هستند (به‌ویژه آب نمک و هالیدها) تعلق دارد. این عنصر بسیار واکنش‌دهنده است و با شعله زرد رنگی می‌سوزد در آزمایش‌های مربوط به هوا اکسید می‌شود و به شدت با آب واکنش می‌دهد؛ از این رو باید همیشه در زیر نفت یا روغن نگهداری شود. فلز سدیم در واکنش‌ها به یون مثبت تبدیل می‌شود و یک الکترون از دست می‌دهد تا به آرایش گاز نجیب قبل از خود برسد.
و با چاقو به راحتی بریده شده و درصورت واکنش با کلر نمک خوراکی تولید میکند.
همچنین می‌توانند برای استخراج آهن از فلز سدیم استفاده کنند اما به دلیل گران بودن آن و استخراج دشوار این فلز، از کربن برای استخراج آهن استفاده می‌کنند و به صرفه‌تر است.

## ویژگی‌های مهم
سدیم در دمای معمولی اتاق آنقدر نرم است که با چاقو بریده می‌شود. رنگ سدیم سفید مایل به نقره‌ای است و درهوای آزاد واکنش داده و تیره رنگ می‌شود. سدیم عنصری بسیار واکنش دهنده‌است و از این جهت هرگز به صورت آزاد در طبیعت یافت نمی‌شود. سدیم در آب غوطه ور شده و آن را تجزیه کرده هیدروژن آزاد می‌کند و هیدروکسید می‌سازد. سدیم در آب فوراً آتش می‌گیرد ولی در آزمایش‌های مربوط به هوای معمولی در دمای زیر ۳۸۸ کلوین آتش نمی‌گیرد. رنگ سدیم در فشار بالا تغییر می‌کند، در فشار ۱/۵ بار سیاه رنگ، در فشار ۱/۹ بار به یک ماده قرمز شفاف تبدیل می‌شود و پیش‌بینی می‌شود برای تبدیل شدن به ماده‌ای کاملاً شفاف به فشار ۳ بار ی نیاز است. دگرشکلی سدیم در فشار بسیار بالا اتفاق می‌افتد.

## کاربردها
سدیم در حالت فلزی عنصر لازم برای ساختن استرها و ترکیبات آلی است. این عنصر قلیایی به‌وجودآورندهٔ ترکیب حیاتی نمک طعام (سدیم کلرید یا NaCl) نیز هست. کاربردهای دیگر عبارت‌اند از:
استفاده در لامپ بخار سدیم، استفاده در برخی از آلیاژها برای بهبودی ساختارشان، استفاده در ساخت صابون و ترکیبش با اسیدهای چرب، NaK سدیم و پتاسیم یک ماده مهم منتقل‌کننده حرارت است.

## تاریخچه
مدت زمان زیادی است که سدیم  به صورت ترکیبی شناخته شده‌است. این عنصر در سال ۱۸۰۷ توسط همفری دیوی از طریق عمل الکترولیز هیدروکسید سدیم جدا شد. در اروپای قرون وسطی ترکیبی از سدیم با نام لاتین Sodanum برای تسکین سردرد استفاده می‌شد. نماد جدید سدیم Na از لاتین جدید Natrium که در زبان یونانی نوعی نمک طبیعی است گرفته شده‌است.

## پیدایش
سدیم در ستارگان فراوان است و این فراوانی در خطوط طیفی D در نور ستارگان مشهود تر است. سدیم حدوداً ۲٫۶٪ از پوسته زمین را به خود اختصاص داده‌است که چهارمین عنصر از نظر فراوانی در پوسته زمین و فروان‌ترین فلز قلیایی است. این عنصر هم‌اکنون به صورت اقتصادی از عمل برقکافت (الکترولیز) کلرید سدیم تولید می‌شود. این روش ارزان‌تر از روش برقکافت هیدروکسید سدیم است. قیمت هر پوند سدیم فلزی حدوداً ۱۵ تا ۲۰ سنت (در سال ۱۹۹۷) است؛ ولی هر پوند سدیم ACS آزمایشگاهی حدوداً ۳۵ دلار قیمت دارد که از نظر حجمی ارزان‌ترین فلز است.

## ترکیبات
نمک طعام یا کلرید سدیم معمول‌ترین ترکیب سدیم است. اما سدیم در کانی‌های بسیار دیگری از قبیل آمفیبول ، کریولیت، هالیت، soda niter, زئولیت و … به‌وجود می‌آید. ترکیبات سدیم برای صنایع شیمیایی شیشه‌سازی فلزی، ساخت کاغذ ، صنعت نفت، ساخت صابون و نساجی کاربرد دارد. صابون معمولاً یک نمک سدیم از اسیدهای چرب است.
سدیم کلراید (نمک طعام) محلول در آب است. هر ۳۵۹ گرم از آن در یک لیتر آب حل می‌شود. اگر محلول آب نمک را برقکافت (الکترولیز) کنیم از قطب مثبت Cl و از قطب منفی NaOH خارج می‌شود.
ترکیبات سدیم که برای صنایع گوناگون بسیار مهم هستند عبارت‌اند از: (NaCl)، خاکستر سود (Na2CO3)، سدیم خوراکی (NaH))CO3), سود سوزآور (NaOH), Chile saltpeter (Na((NO3), di- and tri-سدیم فسفات، sodium thiosulfate (hypo, Na2S))2O۳ * ۵H2O)، و بوره (Na2((B4O۷ * ۱۰H2O). 

## ایزوتوپ‌ها
برای این عنصر حدود ۱۳ ایزوتوپ شناسایی شده‌است که تنها ایزوتوپ پایدار آن Na-۲۳ است. سدیم همچنین دو ایزوتوپ پرتوزا (رادیواکتیو) نیز دارد که عبارت‌اند از: Na۲۲ با نیمه‌عمر ۲٫۶۰۵ سال و Na۲۴ با نیمه‌عمر ۱۵ ساعت.

## هشدارها
سدیم در حالت پودر در آب خاصیت انفجاری خواهد داشت و با عناصر دیگر به راحتی تجزیه و ترکیب می‌شود. همیشه باید با این عنصر با مراقبت کامل کار کرد و باید در نفت یا روغن‌های مخصوص نگهداری نمود.